# Georg Fors
Per Georg Valter Fors, född 17 juli 1925 i Norra Sandsjö församling, Jönköpings län, död 4 november 2013 i Bodafors, Norra Sandsjö församling, var en svensk tjänsteman, entreprenör, hembygdsforskare och författare.
Efter genomgången utbildning till civilekonom tjänstgjorde Georg Fors inom Kungliga järnvägsstyrelsen där han bland annat var avdelningsdirektör och byrådirektör. Han blev generaldirektörens närmaste man och ansvarade bland annat för internationella frågor och samarbete med andra järnvägsbolag i Europa.
Han lämnade dock denna karriär och tog över Fors Bilar i Växjö efter brodern Nils Fors (1916–1965) sedan denne hastigt hade omkommit. Tillsammans med brodern John Fors (1912–2004) expanderade man företaget och öppnade filialer på flera orter.
Så småningom såldes firman och Georg Fors återvände till Sandsjöbygden, där han under flera decennier bedrev hembygdsforskning, vilket resulterade i flera böcker om bygden och även dess kyrkor. Efter att ha följt Fredsklockorna på USA-turné gav han också ut en bok om klockspel.
Han var sedan 1952 gift med Inga-Maj Fors (född 1925) och har en dotter (född 1962).